# Liste der Kulturdenkmäler in Kescheid
In der Liste der Kulturdenkmäler in Kescheid sind alle Kulturdenkmäler der rheinland-pfälzischen Ortsgemeinde Kescheid aufgelistet. Grundlage ist die Denkmalliste des Landes Rheinland-Pfalz (Stand 4. Mai 2023).

## Einzeldenkmäler
| Bezeichnung | Lage                            | Baujahr         | Beschreibung                                                                      | Bild |
| ----------- | ------------------------------- | --------------- | --------------------------------------------------------------------------------- | ---- |
| Hofanlage   | Hardt, Hardter Straße 14 Lage   | 18. Jahrhundert | Hofanlage, 18. Jahrhundert; Fachwerkhaus, Fachwerk-Stallscheune, teilweise massiv | BW   |
| Quereinhaus | Püscheid, Hardter Straße 6 Lage | 1737            | zweizoniger Wohnteil eines Fachwerk-Quereinhauses, bezeichnet 1737                | BW   |
| Wohnhaus    | Püscheid, Hardter Straße 8 Lage | 18. Jahrhundert | stattliches Fachwerkhaus einer Hofanlage, teilweise massiv, 18. Jahrhundert       | BW   |